# Coll de Prenafeta
El Coll de Prenafeta és un coll de muntanya del terme municipal de Figuerola del Camp, de la comarca de l'Alt Camp, a prop del límit amb el terme de Montblanc, de la Conca de Barberà.
Es troba a llevant de l'extrem nord de la Serra Carbonària, a l'est-sud-est del poble de Prenafeta i a ponent de Figuerola del Camp. És a 674,6 metres d'altitud.
Hi passa el Camí ral de Montblanc i el sender de gran recorregut GR 7 entre Prenafeta i Figuerola del Camp, que ressegueix l'antic camí ral. És al sud-oest del Tossal Gros.